# Nazareth (België)
Nazareth is een dorp in de Belgische provincie Oost-Vlaanderen en een deelgemeente van Nazareth-De Pinte.
De voormalige gemeente telt ruim 12.000 inwoners, die Nazareners worden genoemd.

## Etymologie
Voor de herkomst van de naam Nazareth, die al in een tekst uit 1259 n.Chr. voorkomt, zijn verschillende verklaringen voorgesteld. Het waarschijnlijkst is, dat Nazareth genoemd is naar de gelijknamige Bijbelse plaats Nazareth. Minder waarschijnlijk is, dat Nazareth oorspronkelijk een verschrijving is van magherhet (magere heide).

## Geschiedenis
Nazareth werd voor het eerst vermeld in 1259 en 1381. In 1240 zou de parochie zijn gesticht door Walter van Marvis, bisschop van Doornik, naar verluidt omdat Onze-Lieve-Vrouw aan hem zou zijn verschenen.
Het dorp werd, vermoedelijk in de 13e eeuw, op planmatige wijze aangelegd rond een vierkant dorpsplein.
De heerlijkheid van Nazareth was midden 14e eeuw in handen van Jan van der Zickele en in 1559 door huwelijk aan Jacob van den Nesse, gehuwd met Philipote van der Zickele. In 1603 werd de heerlijkheid gekocht door Lodewijk van Rockolfing.
Op 19 juni 2023 keurde de gemeenteraad van Nazareth de principiële fusie met De Pinte goed. Deze vond op 1 januari 2025 plaats en de nieuwe naam van de gemeenten werd Nazareth-De Pinte

### Wapenschild
Het wapenschild van Nazareth is een samenstelling van twee familiewapens:
- Het eerste deel is het wapenschild van de familie Rockolfing : in goud drie rozen van keel geknopt in het veld, gebladerd van sinopel en een schildhoofd van keel beladen met een gaande en omziende leeuw van goud, getongd van keel.
- Het tweede deel is het wapenschild van de familie Kervyn de Volkaersbeke : in sabel een keper vergezeld rechts in het hoofd van een eikel, gesteeld en gebladerd van twee stukken, links in het hoofd van een zespuntige ster, alles van goud en in de punt een arendspoot van zilver.

## Kernen
De gemeente telt naast Nazareth nog één deelgemeente, namelijk Eke.

### Deelgemeenten
|   | Naam         | Opp. (km²) | Inwoners (2020) | Inwoners per km² | NIS-code |
| - | ------------ | ---------- | --------------- | ---------------- | -------- |
| 1 | Nazareth (I) | 25,90      | 6.463           | 250              | 44048A   |
| 2 | Eke (II)     | 9,54       | 5.238           | 549              | 44048B   |

De gemeente Nazareth grenst aan volgende gemeenten en deelgemeenten:
- a. De Pinte
- b. Zevergem (De Pinte)
- c. Semmerzake (Gavere)
- d. Asper (Gavere)
- e. Ouwegem (Kruisem)
- f. Kruishoutem  (Kruisem)
- g. Petegem-aan-de-Leie (Deinze)
- h. Astene (Deinze)
- i. Deurle (Sint-Martens-Latem)

## Bezienswaardigheden
- De Onze-Lieve-Vrouw-en-Sint-Antoniuskerk, een 19de-eeuwse kerk (1861-1870)
- Het Kasteel van Nazareth werd gebouwd in 1771 door Lodewijk-Emmanuel van Rockolfing. Zijn kleindochter Eugenia-Amelia huwde met Philippe Kervyn de Volkaersbeke. Het kasteel wordt heden bewoond door de familie van baron Kervyn de Volkaersbeke.
- Het Pavillon de la Tourelle werd gebouwd in 1880 door de baronessen Marie, Louise en Augusta Kervyn de Volkaersbeke en werd later geschonken aan de zusters cisterciënzerinnen in 1912. Het vormt een onderdeel van de kinderopvang en het Kinderkasteeltje.

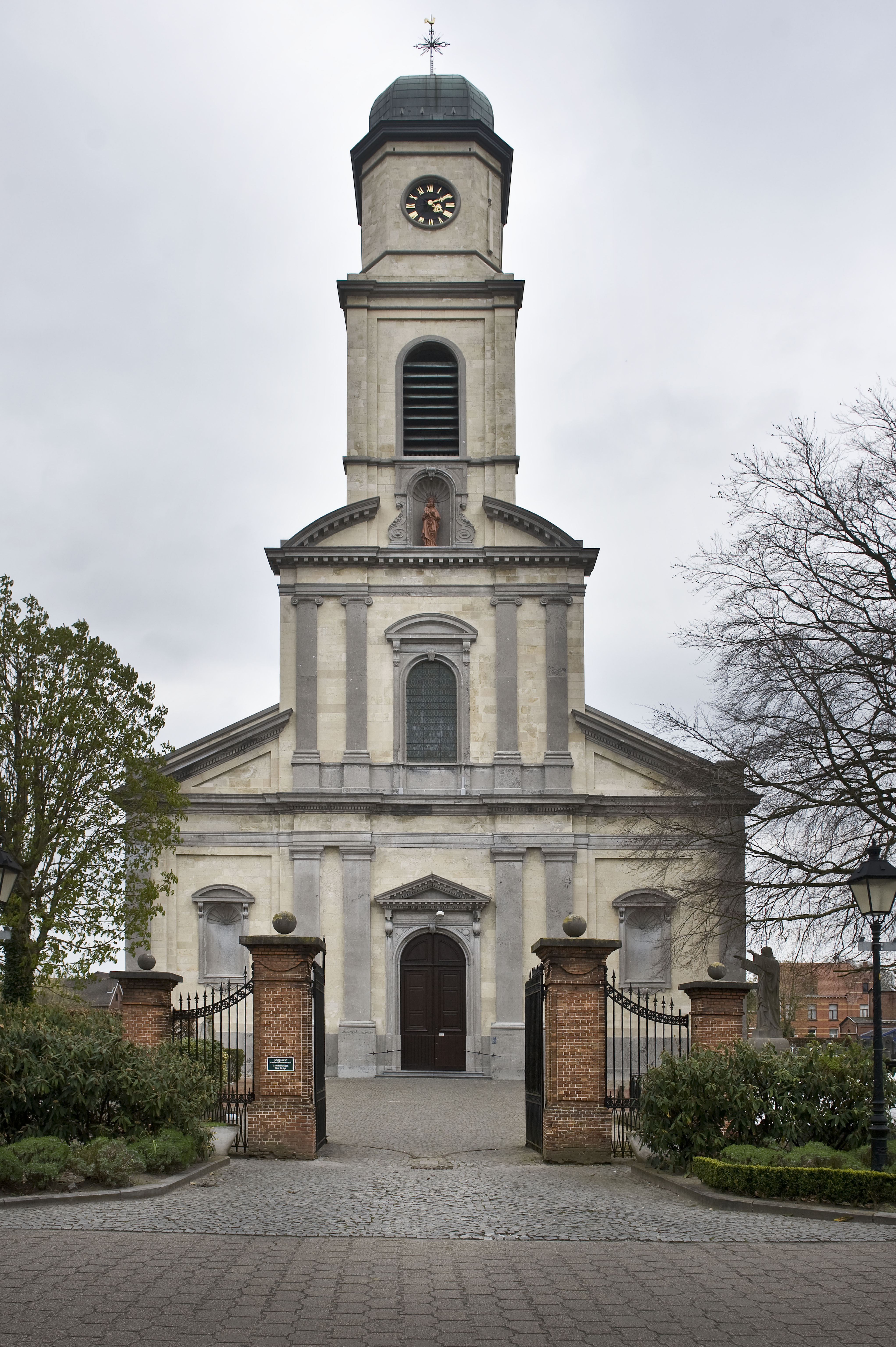
Parochiekerk Onze-Lieve-Vrouw en Sint-Antonius Abt

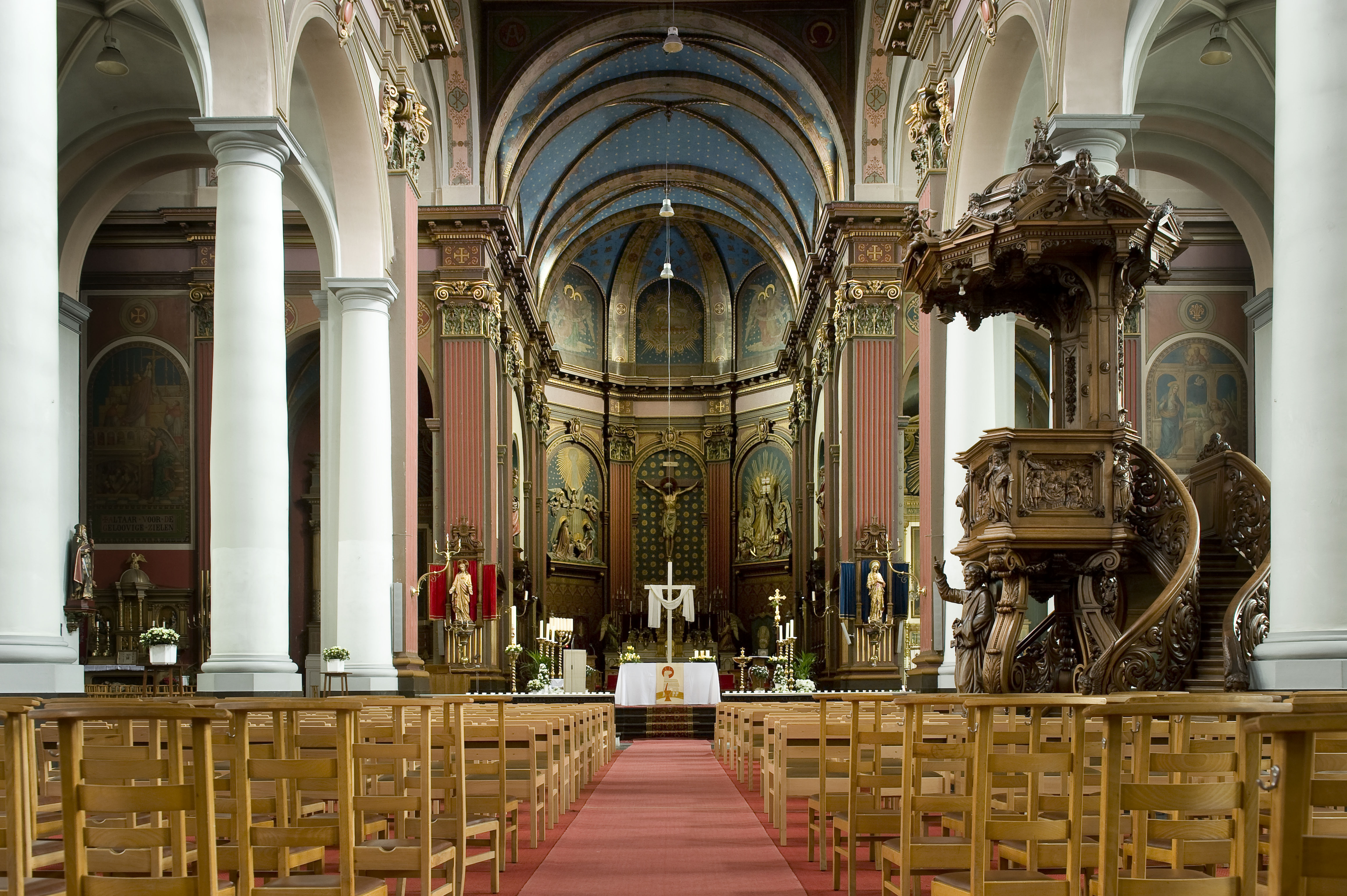
Parochiekerk Onze-Lieve-Vrouw en Sint-Antonius Abt

## Natuur en landschap
Nazareth ligt in Zandig Vlaanderen, in het bijzonder in het Scheldeveld. De hoogte bedraagt 10-12 meter. De belangrijkste waterloop is de Beerhofbeek. Ten noorden van Nazareth loopt de belangrijke autoweg E17. Een belangrijk natuurgebied wordt gevormd door de Hospicebossen.

## Demografische ontwikkeling

### Demografische evolutie voor de fusie
- Bron:NIS - Opm:1831 t/m 1970=volkstellingen op 31 december; 1976= inwonertal per 31 december

### Demografische ontwikkeling van de fusiegemeente
Alle historische gegevens hebben betrekking op de huidige gemeente, inclusief deelgemeenten, zoals ontstaan na de fusie van 1 januari 1977.
- Bronnen:NIS, Opm:1831 tot en met 1981=volkstellingen; 1990 en later= inwonertal op 1 januari

| Inwoners van jaar tot jaar op 1 januari 1992 tot heden | Inwoners van jaar tot jaar op 1 januari 1992 tot heden | Inwoners van jaar tot jaar op 1 januari 1992 tot heden |
| jaar                                                   | Aantal                                                 | Evolutie: 1992=index 100                               |
| ------------------------------------------------------ | ------------------------------------------------------ | ------------------------------------------------------ |
| 1992                                                   | 9.878                                                  | 100,0                                                  |
| 1993                                                   | 10.078                                                 | 102,0                                                  |
| 1994                                                   | 10.330                                                 | 104,6                                                  |
| 1995                                                   | 10.481                                                 | 106,1                                                  |
| 1996                                                   | 10.623                                                 | 107,5                                                  |
| 1997                                                   | 10.725                                                 | 108,6                                                  |
| 1998                                                   | 10.744                                                 | 108,8                                                  |
| 1999                                                   | 10.830                                                 | 109,6                                                  |
| 2000                                                   | 10.876                                                 | 110,1                                                  |
| 2001                                                   | 10.909                                                 | 110,4                                                  |
| 2002                                                   | 10.918                                                 | 110,5                                                  |
| 2003                                                   | 10.910                                                 | 110,4                                                  |
| 2004                                                   | 10.910                                                 | 110,4                                                  |
| 2005                                                   | 10.915                                                 | 110,5                                                  |
| 2006                                                   | 10.947                                                 | 110,8                                                  |
| 2007                                                   | 10.962                                                 | 111,0                                                  |
| 2008                                                   | 11.077                                                 | 112,1                                                  |
| 2009                                                   | 11.130                                                 | 112,7                                                  |
| 2010                                                   | 11.204                                                 | 113,4                                                  |
| 2011                                                   | 11.252                                                 | 113,9                                                  |
| 2012                                                   | 11.351                                                 | 114,9                                                  |
| 2013                                                   | 11.383                                                 | 115,2                                                  |
| 2014                                                   | 11.447                                                 | 115,9                                                  |
| 2015                                                   | 11.538                                                 | 116,8                                                  |
| 2016                                                   | 11.570                                                 | 117,1                                                  |
| 2017                                                   | 11.488                                                 | 116,3                                                  |
| 2018                                                   | 11.574                                                 | 117,2                                                  |
| 2019                                                   | 11.619                                                 | 117,6                                                  |
| 2020                                                   | 11.702                                                 | 118,5                                                  |
| 2021                                                   | 11.844                                                 | 119,9                                                  |
| 2022                                                   | 12.040                                                 | 121,9                                                  |
| 2023                                                   | 12.214                                                 | 123,6                                                  |
| 2024                                                   | 12.305                                                 | 124,6                                                  |

## Kenmerken
Nazareth is een economisch knooppunt met veel werkgelegenheid en toch een landelijk karakter. Er zijn vijf bedrijventerreinen, meer dan 50 landbouwbedrijven en talrijke handelszaken. Men kan er wandelen en fietsen in de Hospicebossen, langs de Schelde en op het Spoorwegpad.

## Politiek

### Burgemeesters
Burgemeesters van Nazareth:
| - 1642 : Jan van den Damme - 1643 : Pieter de Paepe - 1648 : Engel Buyck - 1652 : Lieven Beyens - 1662 : Laurens van Zele - 1672 en 1684 : Philip van der Cruyssen - 1678 : Andries van Damme - 1700 : Jacob van de Woestyne - 1716 : Lieven Camont - 1726 : Jacob van Parys - 1744 : Jacob Bekaert - 1750 : Jacob Rogge - 1751 : Lieven Meiresonne - 1759 : Maurus Bekaert | - 1763 : Domien van der Sypt - 1803 : Jan-Nicolaas Spillebout - 1806 : Lodewijk-Emmanuël van Rockolfing van Nazareth - 1818 : Cornelis Bekaert - 1836 : Lodewijk-K.-J.-G. van Rockolfing van Nazareth - 1861 : Philippe Kervyn de Volkaersbeke - ... : Ernest Kervyn de Volkaersbeke - ... : Alfred Kervyn de Volkaersbeke - ... : Christian Kervyn de Volkaersbeke - ...-1982 : Jules Bosschem - 1983-1987 : Felix Smeets - 1988-2005 : Wilfried Maebe - 2005-2024: Danny Claeys |

#### 2013-2018
Burgemeester is Danny Claeys (CD&V). Hij leidt een coalitie bestaande uit CD&V en sp.a. Samen vormen ze de meerderheid met 13 op 21 zetels.

#### 2018-2024
Burgemeester is Danny Claeys (CD&V). Hij leidt een coalitie bestaande uit CD&V en het kartel sp.a-Groen. Samen vormen ze de meerderheid met 13 op 21 zetels.

### Resultaten gemeenteraadsverkiezingen van 1976 tot en met 2018
| Partij               | Partij                                | 10-10-1976 | 10-10-1976 | 10-10-1982 | 10-10-1982 | 9-10-1988 | 9-10-1988 | 9-10-1994 | 9-10-1994 | 8-10-2000 | 8-10-2000 | 8-10-2006 | 8-10-2006 | 14-10-2012 | 14-10-2012 | 14-10-2018 | 14-10-2018 |
| Stemmen / Zetels     | Stemmen / Zetels                      | %          | 19         | %          | 21         | %         | 21        | %         | 21        | %         | 21        | %         | 21        | %          | 21         | %          | 21         |
| -------------------- | ------------------------------------- | ---------- | ---------- | ---------- | ---------- | --------- | --------- | --------- | --------- | --------- | --------- | --------- | --------- | ---------- | ---------- | ---------- | ---------- |
|                      | SP1/ sp.a-Groen!A/ sp.a2/ sp.a-GroenB | -          |            | 11,191     | 1          | 16,111    | 3         | 12,641    | 2         | 16,211    | 3         | 15,19A    | 3         | 10,662     | 2          | 17,0B      | 3          |
|                      | sp.a-Groen!A/ Groen1/ sp.a-GroenB     | -          |            | -          |            | -         |           | -         |           | -         |           | 15,19A    | 3         | 8,841      | 1          | 17,0B      | 3          |
|                      | CVP1/ CD&V2                           | 35,941     | 7          | 33,931     | 8          | 59,731    | 13        | 42,751    | 10        | 49,31     | 12        | 53,032    | 13        | 44,622     | 11         | 41,82      | 10         |
|                      | PVV1/ VLD2/ Open Vld3                 | 28,921     | 5          | 21,121     | 4          | 24,161    | 5         | 25,252    | 5         | 28,42     | 6         | 18,182    | 4         | 13,783     | 3          | 21,03      | 4          |
|                      | N-VA                                  | -          |            | -          |            | -         |           | -         |           | -         |           | -         |           | 18,52      | 4          | 20,2       | 4          |
|                      | Vlaams Belang                         | -          |            | -          |            | -         |           | -         |           | -         |           | 8,13      | 1         | 3,58       | 0          | -          |            |
|                      | GB761/ GB2                            | 35,141     | 7          | 33,762     | 8          | -         |           | 19,362    | 4         | -         |           | -         |           | -          |            | -          |            |
| Anderen(*)           | Anderen(*)                            | -          |            | -          |            | -         |           | -         |           | 6,09      | 0         | 5,46      | 0         | -          |            | -          |            |
| Totaal stemmen       | Totaal stemmen                        | 5774       | 5774       | 6573       | 6573       | 6895      | 6895      | 7414      | 7414      | 7845      | 7845      | 8052      | 8052      | 8399       | 8399       | 8776       | 8776       |
| Opkomst %            | Opkomst %                             |            |            |            |            | 94,08     | 94,08     | 92,66     | 92,66     | 92,61     | 92,61     | 94,55     | 94,55     | 92,62      | 92,62      | 95,1       | 95,1       |
| Blanco en ongeldig % | Blanco en ongeldig %                  | 1,73       | 1,73       | 2,89       | 2,89       | 3,77      | 3,77      | 4,18      | 4,18      | 3,91      | 3,91      | 2,88      | 2,88      | 3,25       | 3,25       | 4,4        | 4,4        |

De zetels van de gevormde coalitie staan vetjes afgedrukt. De grootste partij is in kleur.
Zie voor de verkiezingsresultaten in 2024 of later op Nazareth-De Pinte.
(*) 2000: COUEN (5,00%), V.O.N.E. (1,09%) / 2006: Gemeentebelang

### Baljuws van Nazareth
| - Arend de Boterman 1387 - Jan de Causmaeckere 1428 - Antoon Gherbruns 143* - Frans van Coppenolle 1474 - Jan Danins 1477 - Adriaan van der Meeren 1495 - Vincent Danins 1535 - Philip van Quickenborne 1550 - Andries de Knetseleer 1597 - Frans van Vaernewijck 1609 | - Olivier Wijme 1613 - Laureins de Brune 1638 - Philip de Mets 1640 - Engel Buyck 1652 - Jacob van Eechaute 1672 - Maurits de Raedt 1695 - Antoon van der Cruyssen 1700 - Joost van der Cruyssen 1735 - Frans van den Broucke 1779 - Maurits Clement 1781 |

## Nabijgelegen kernen
Deurle, Astene, Lozer, Ouwegem, Eke, Gavere